# Shannon Dunn-Downing
Shannon Dunn-Downing (26 novembre 1972) è un'ex snowboarder statunitense.

## Palmarès

### Olimpiadi
- Bronzo a Nagano 1998 nell'halfpipe.

### Winter X Games
- Oro nel 1997 nell'halfpipe.
- Oro nel 2001 nel superpipe.
- Argento nel 1999 nell'halfpipe.
- Argento nel 2001 nello slopestyle.